# بخش مولوگو
بخش مولوگو (به انگلیسی: Mulugu district) یک منطقهٔ مسکونی در هند است که در تلانگانا واقع شده‌است. بخش مولوگو ۳٬۸۸۱ کیلومتر مربع مساحت و ۲۵۷٬۷۴۴ نفر جمعیت دارد و ۱۷۷ متر بالاتر از سطح دریا واقع شده‌است.